# Howland (Maine)
Pour les articles homonymes, voir Howland.
Howland est une ville du comté de Penobscot dans le Maine aux États-Unis. La ville fut établie en 1818. Elle fut nommée en l'honneur de John Howland, un des passagers du Mayflower. Sa population était de 1 362 habitants en l'an 2000.
Elle est située au confluent du fleuve Penobscot et de son principal affluent Piscataquis River.

## Personnalités liées à la commune
- Percy Spencer, Inventeur du four à micro-onde, né dans la commune.